# Pohrebneakî, Semenivka
Pohrebneakî (în ucraineană Погребняки) este localitatea de reședință a comunei Pohrebneakî din raionul Semenivka, regiunea Poltava, Ucraina.

## Demografie
Componența lingvistică a localității Pohrebneakî
     Ucraineană (97,26%)
     Rusă (2,47%)
     Alte limbi (0,14%)
Conform recensământului din 2001, majoritatea populației localității Pohrebneakî era vorbitoare de ucraineană (97,26%), existând în minoritate și vorbitori de rusă (2,47%).